# Buk-M3
Il Buk-M3 (cirillico: Бук-M3, nome in codice NATO: SA-17 Grizzly),anche noto come 9K317M, è un sistema missilistico terra-aria a medio raggio di fabbricazione russa, sviluppato dal NIIP negli anni duemila quale profondo upgrade del Buk-M2 destinato alle Forze armate russe, tra le cui file è entrato in servizio nel 2016.
Progettato per neutralizzare missili da crociera, bombe intelligenti, velivoli ad ala fissa e rotante ed UAV fino a 70 km di distanza e 35.000 m di altitudine, può rilevare bersagli fino a 120 km di distanza ed è impiegato per la difesa di obiettivi sensibili, industriali ed amministrativi. In grado di impiegare le stesse munizioni del Buk-M2, il sistema può intercettare anche missili balistici tattici nonché bersagli aerodinamici in manovra.
Concettualmente diverso dai precedenti Buk, la versione M3 è caratterizzata dalla presenza di missili sigillati in tubi di lancio simili a quelli dei sistemi SAM di rango superiore (S-300, S-400), da un incremento nel numero di missili pronti al lancio e da una migliorata capacità di resilienza alle contromisure elettroniche.
Adottato dalle forze armate della Federazione Russa, al 2020 erano in servizio attivo nell'esercito russo in circa 60 esemplari.

## Caratteristiche
In grado di ingaggiare fino a 36 bersagli contemporaneamente, rispetto alle versioni Buk precedenti la M3 è in grado di abbattere velivoli dalla traccia radar di un velivolo da caccia ad una distanza maggiore, quantificabile in 70 km dal lanciatore.
Anche le probabilità di abbattimento sono state migliorate: a distanze fino a 40 km le probabilità di abbattere un missile da crociera in volo a 10 metri di altitudine è infatti giunta all'80%.
Il sistema può essere schierato in soli 5 minuti, e può effettuare con successo il lancio sia in posizione verticale che inclinata.

## Versioni
Terrestri
- 9K317 Buk-M3: versione aggiornata del Buk-M2

## Utilizzatori
- Russia: al 2020, almeno 60 unità Buk-M3